# Monnetier-Mornex
Monnetier-Mornex è un comune francese di 2 207 abitanti situato nel dipartimento dell'Alta Savoia della regione dell'Alvernia-Rodano-Alpi.

## Geografia fisica
Si trova lungo il corso del fiume Arve.

## Società

### Evoluzione demografica
Abitanti censiti